# Krásnaya Yaruga
Krásnaya Yaruga (ruso: Кра́сная Яру́га) es un asentamiento de tipo urbano de Rusia, capital del raión homónimo en la óblast de Bélgorod.
En 2021, el asentamiento tenía una población de 7957 habitantes. En su territorio no hay pedanías actualmente habitadas, pues únicamente incluye como pedanía el posiólok despoblado de Dúbino.
Se ubica unos 10 km al oeste de Rakítnoye, sobre la carretera 14K-40 que lleva a Krasnopilia.

## Historia
Se conoce la existencia del pueblo en documentos desde 1681. Se desarrolló notablemente a partir de 1874, cuando se abrió una fábrica de azúcar, aprovechando dicha industria que en aquella época se estaba haciendo pasar cerca del casco urbano el ferrocarril de Bélgorod a Sumy. La Unión Soviética le dio el estatus de capital distrital en 1928 y el de asentamiento de tipo urbano en 1958.